# El Fardou Ben Nabouhane
El Fardou Ben Nabouhane (Passamainty, 10 de junho de 1989), é um futebolista comoriano que atua como atacante. Atualmente, joga pelo Estrela Vermelha.